# Hemilamprops californicus
Hemilamprops californicus är en kräftdjursart som först beskrevs av John Todd Zimmer 1936.  Hemilamprops californicus ingår i släktet Hemilamprops och familjen Lampropidae. Inga underarter finns listade i Catalogue of Life.